# Буща (Рівненський район)
Бу́ща — село в Україні, в Мізоцькій селищній громаді, Рівненського району (до 2020 року Здолбунівському районі), Рівненської області. Населення становить 982 особи.

## Населення
Згідно з переписом УРСР 1989 року чисельність наявного населення села становила 1091 особа, з яких 503 чоловіки та 588 жінок.
За переписом населення України 2001 року в селі мешкало 978 осіб.
Мова
Розподіл населення за рідною мовою за даними перепису 2001 року був наступним:
| українська | 976 | 99,39 |
| російська  | 4   | 0,41  |
| білоруська | 2   | 0,20  |

## Географія
Село розташоване на лівому березі річки Збитинки. Неподалік від села розташований Бущанський ботанічний заказник, а також частина заказника «Мізоцький кряж». Обидва заказники входять до складу Дермансько-Острозького національного природного парку.

## Історія
Згадується 8 грудня 1322 року в грамоті князя Любарта Гедиміновича.
У 1906 році село Будеразької волості Дубенського повіту Волинської губернії. Відстань від повітового міста 36 верст, від волості 5. Дворів 120, мешканців 798.